# 442. pehotni polk (Wehrmacht)
442. pehotni polk (izvirno nemško Infanterie-Regiment 442) je bil eden izmed pehotnih polkov v sestavi redne nemške kopenske vojske med drugo svetovno vojno.

## Zgodovina
Polk je bil ustanovljen 5. januarja 1940 kot polk 7. vala na območju Görlitza z reorganizacijo delov 417. in 429. pehotnega polka ter 8. strelskega nadomestnega bataljona; polk je bil dodeljen 132. pehotni diviziji.
3. novembra istega leta je bil štab odvzet in dodeljen Vzpostavitvenemu štabu Güstrow; štab je bil nadomeščen. 
15. oktobra istega leta je bil polk preimenovan v 442. grenadirski polk.